# Шпангдалем (авіабаза)
Авіаба́за Шпангдалем (англ. Spangdahlem Air Base, нім. Air Base Spangdahlem) (IATA: SPM, ICAO: ETAD) — чинна військово-повітряна база Повітряних сил США, розташована на території Федеративної Республіки Німеччини поруч з містом Шпангдалем, у землі Рейнланд-Пфальц.

## Зміст
База повітряних сил Шпангдалем створена незабаром після закінчення Другої світової війни на південному заході Німеччини біля кордону Люксембургу. Всупереч поширеній думці, військова інсталяція не використовувалася німецькими Люфтваффе під час війни. Також її ніколи не займали підрозділи ПС Франції. Більшість будівельних робіт провели між 1951 та 1953 роками (приблизна вартість 27 млн доларів США). Французи брали безпосередню участь з двох причин — база перебувала у французькій окупаційній зоні, а витрати на будівництво сплачувались з окупаційних фондів (витрати на репарацію, сплачені Німеччиною після закінчення Другої світової війни союзникам). З цих же причин французи також спланували й замовили будівництво кількох інших авіабаз, розташованих у цій частині Німеччини, включаючи Бітбург, Рамштайн та Ган.

## Галерея

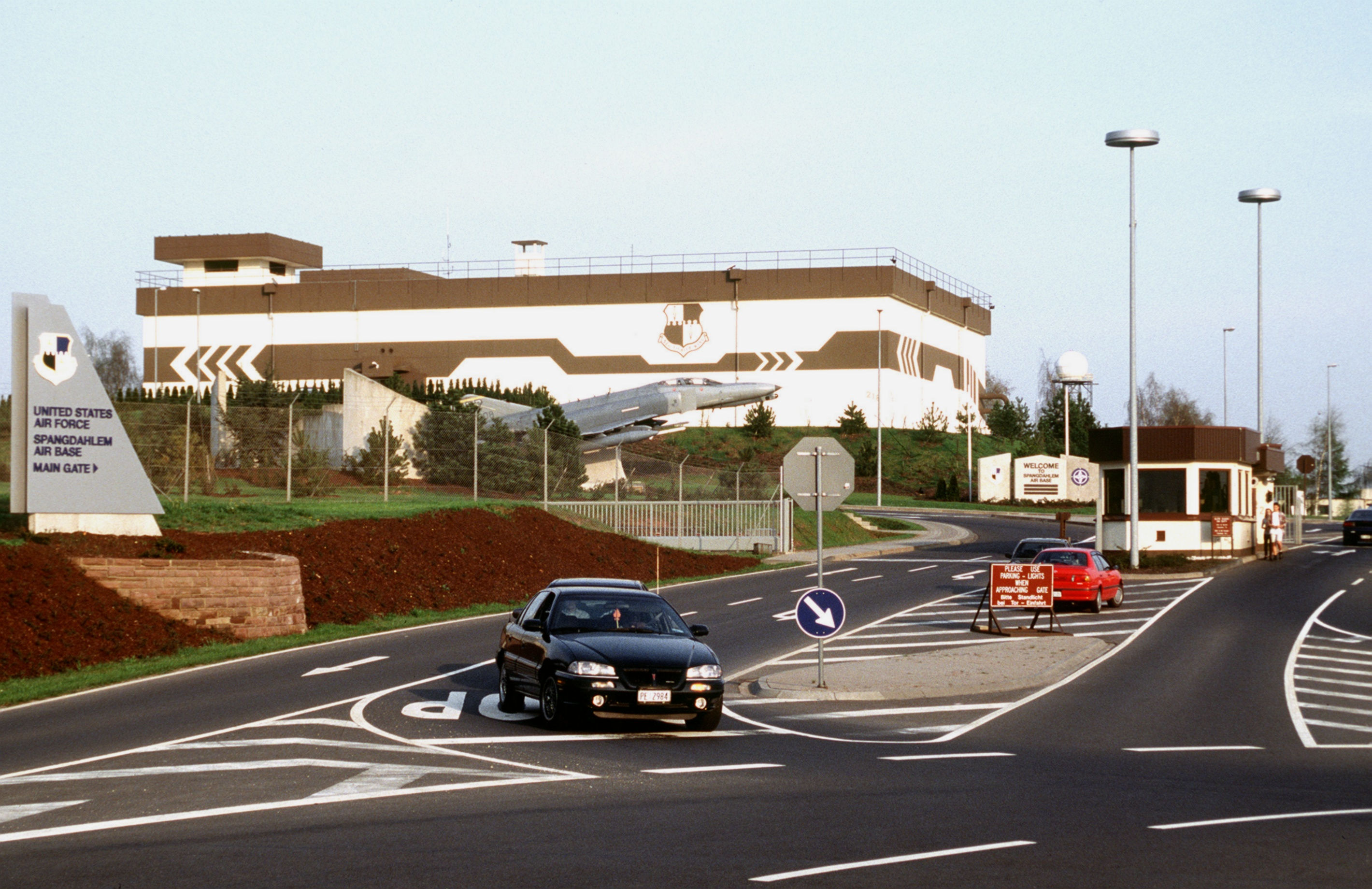
Головний в'їзд на територію авіабази Шпангдалем. 1998
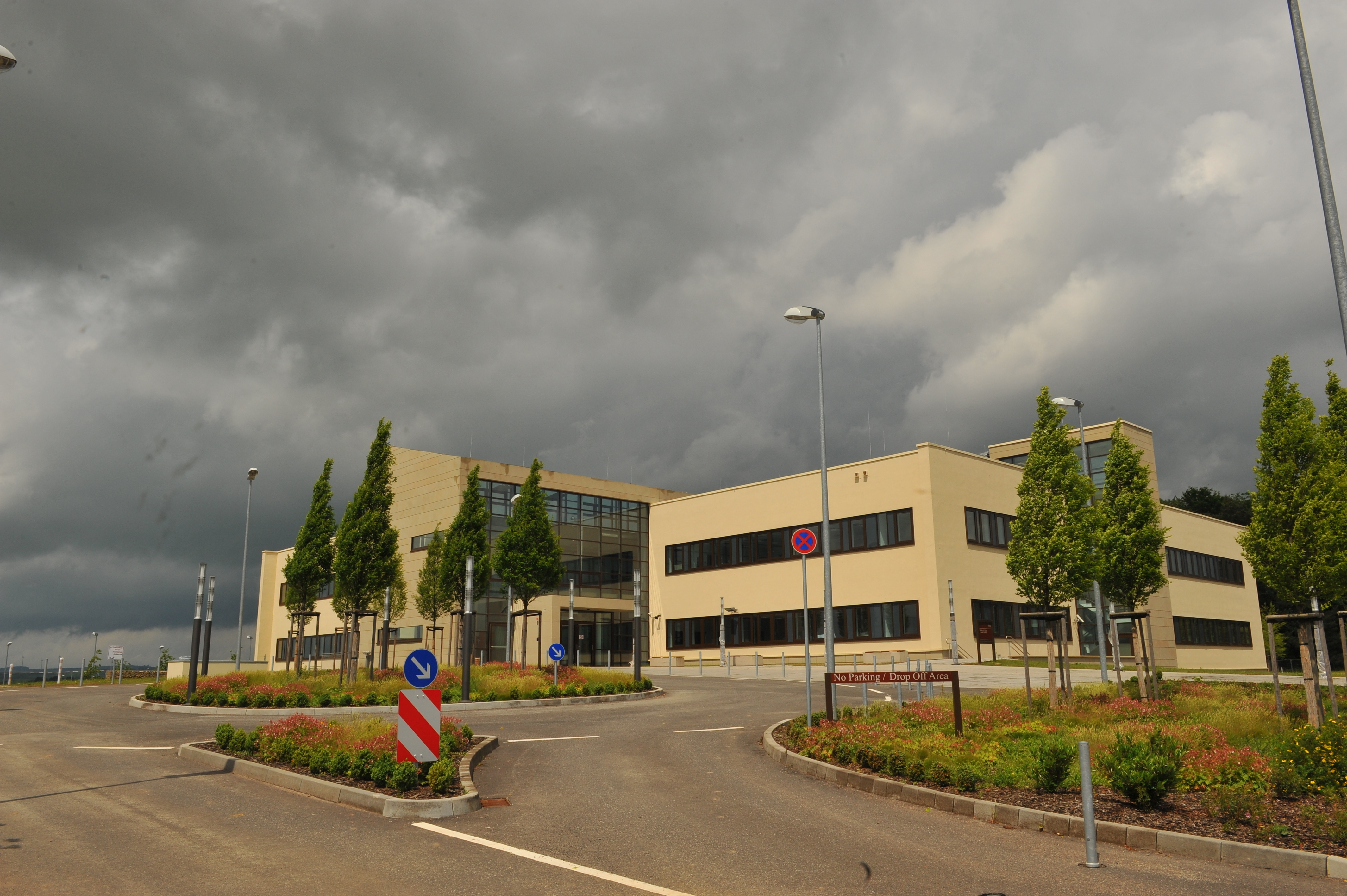
Новітній медичний центр на території бази ПС. 2012
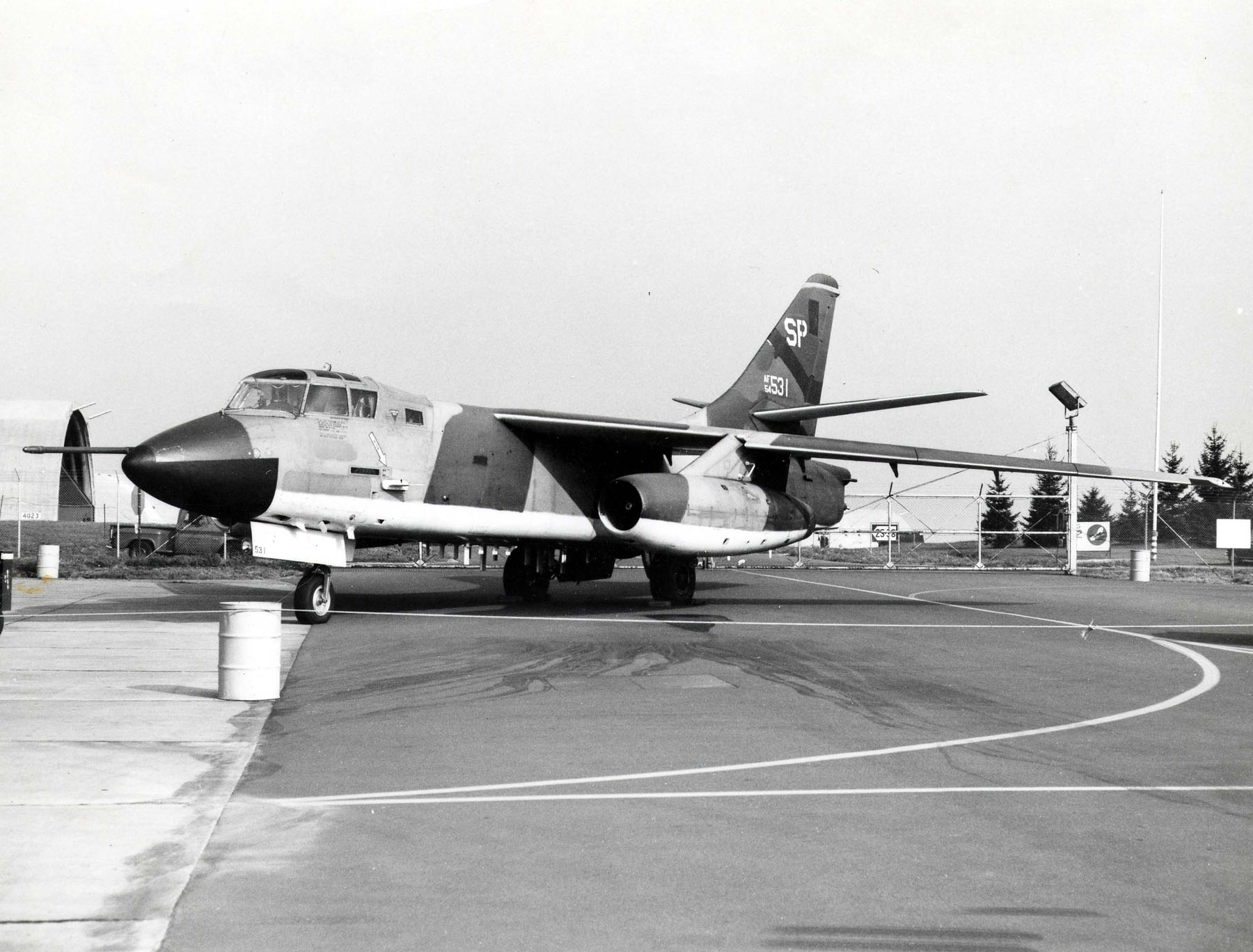
Винищувач EB-66E Destroyer перед зльотом. Серпень 1972
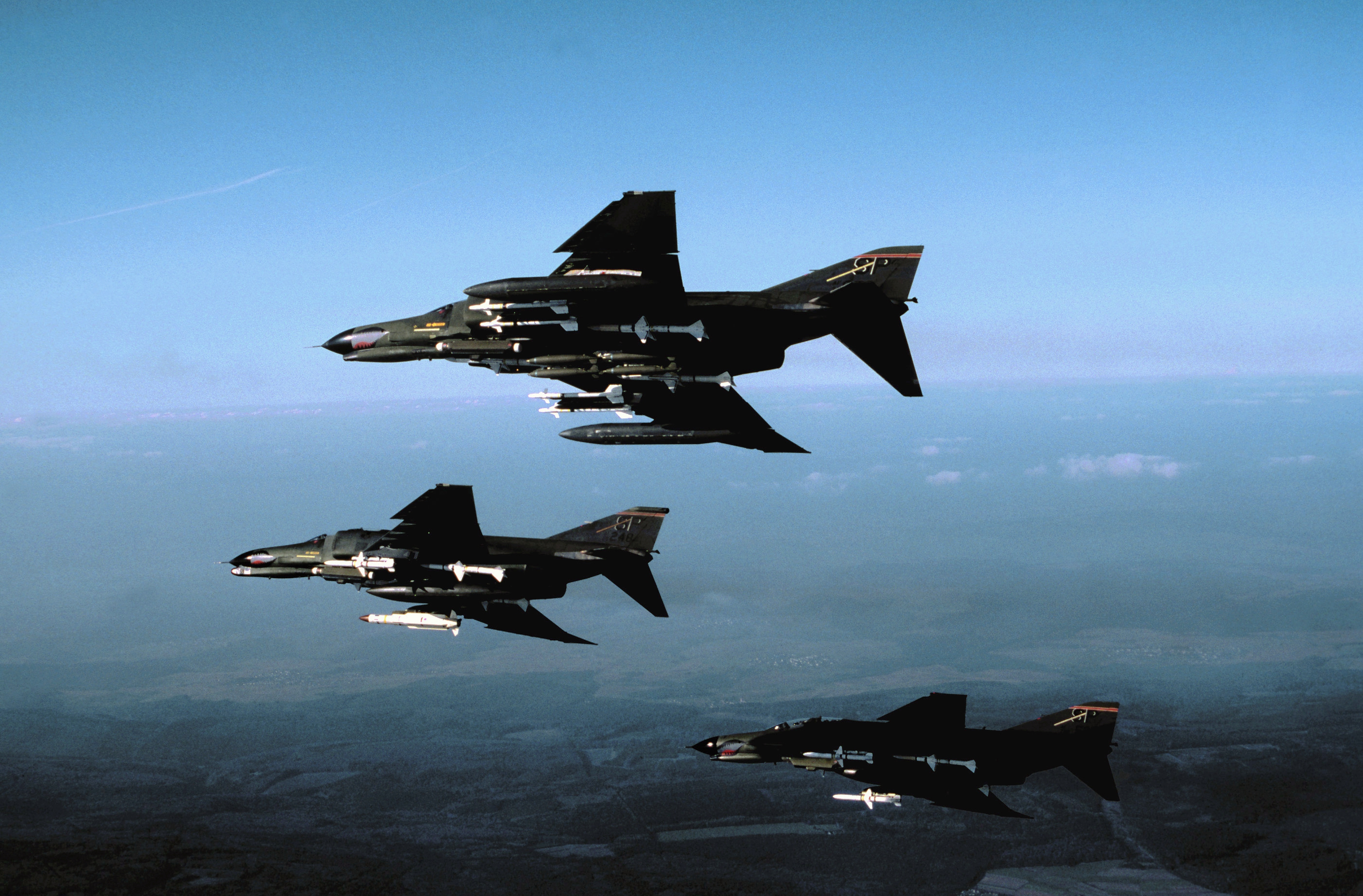
Винищувачі F-4E під час польотів над авіабазою Шпангдалем. 1 листопада 1984
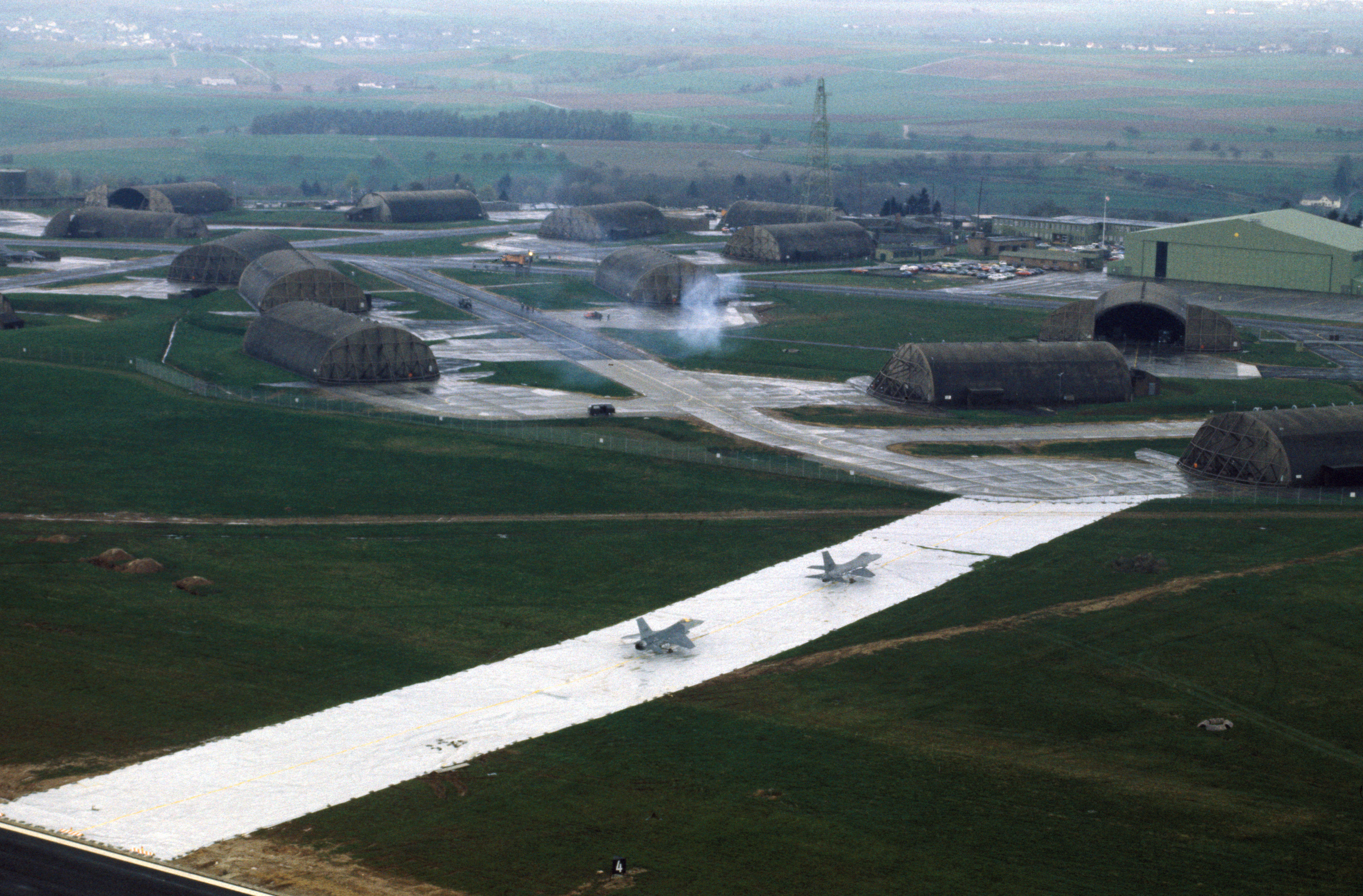
Макети американських винищувачів на хибній злітній смузі. 29 квітня 1985
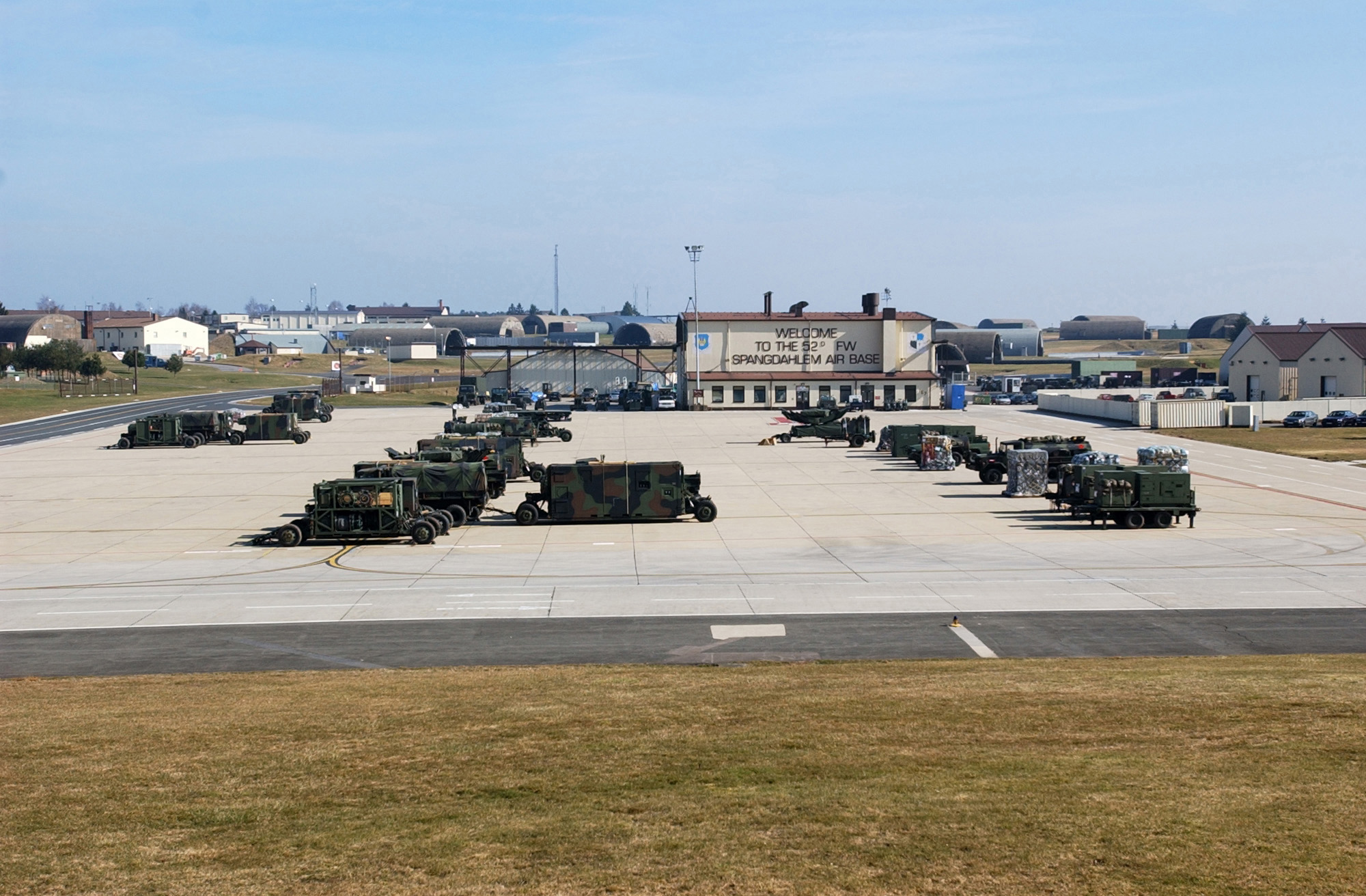
Устаткування зв'язку. 18 березня 2003
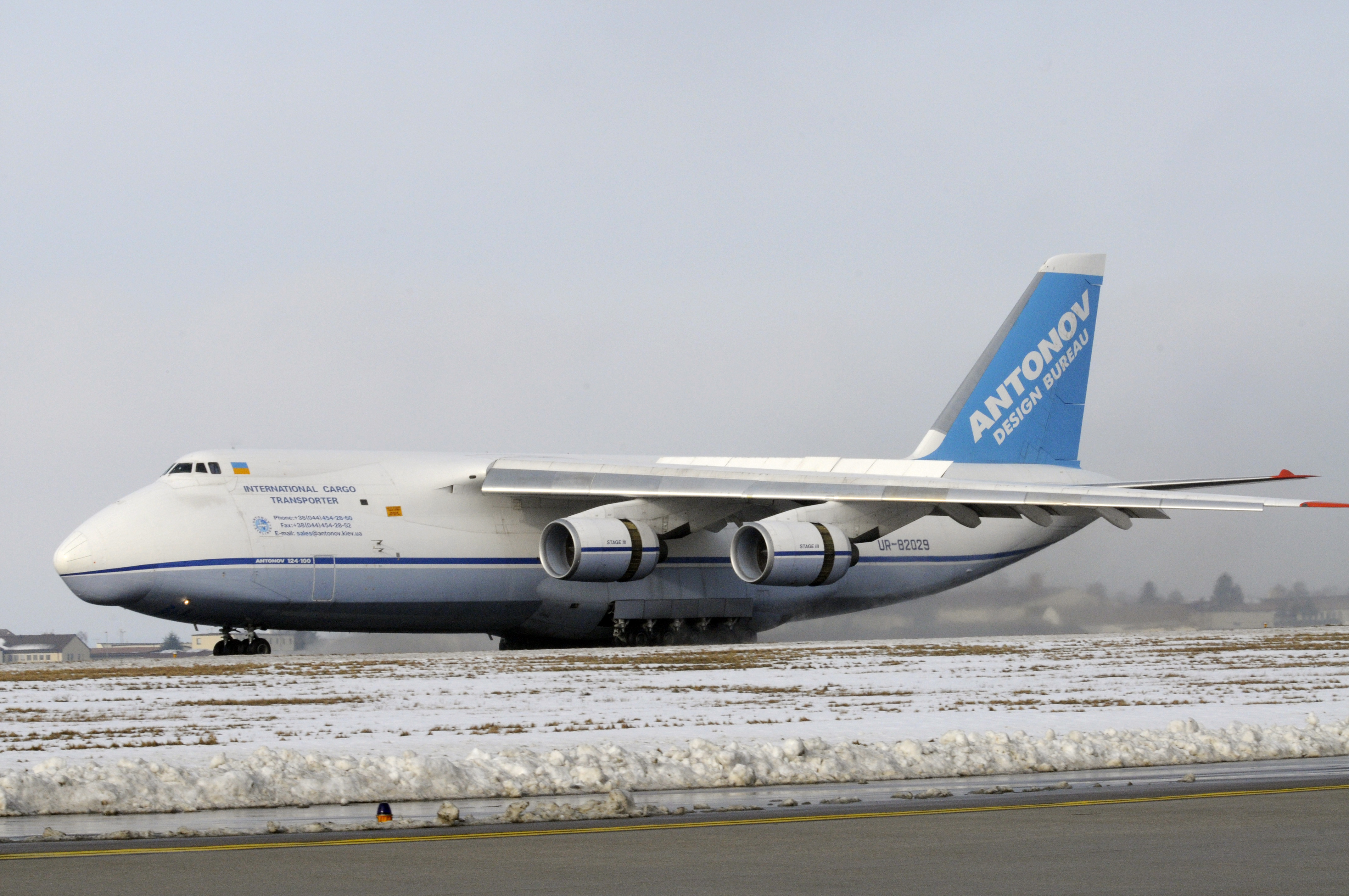
Український важкий транспортний літак Ан-124 «Руслан» на злітній смузі авіабази. 4 лютого 2010
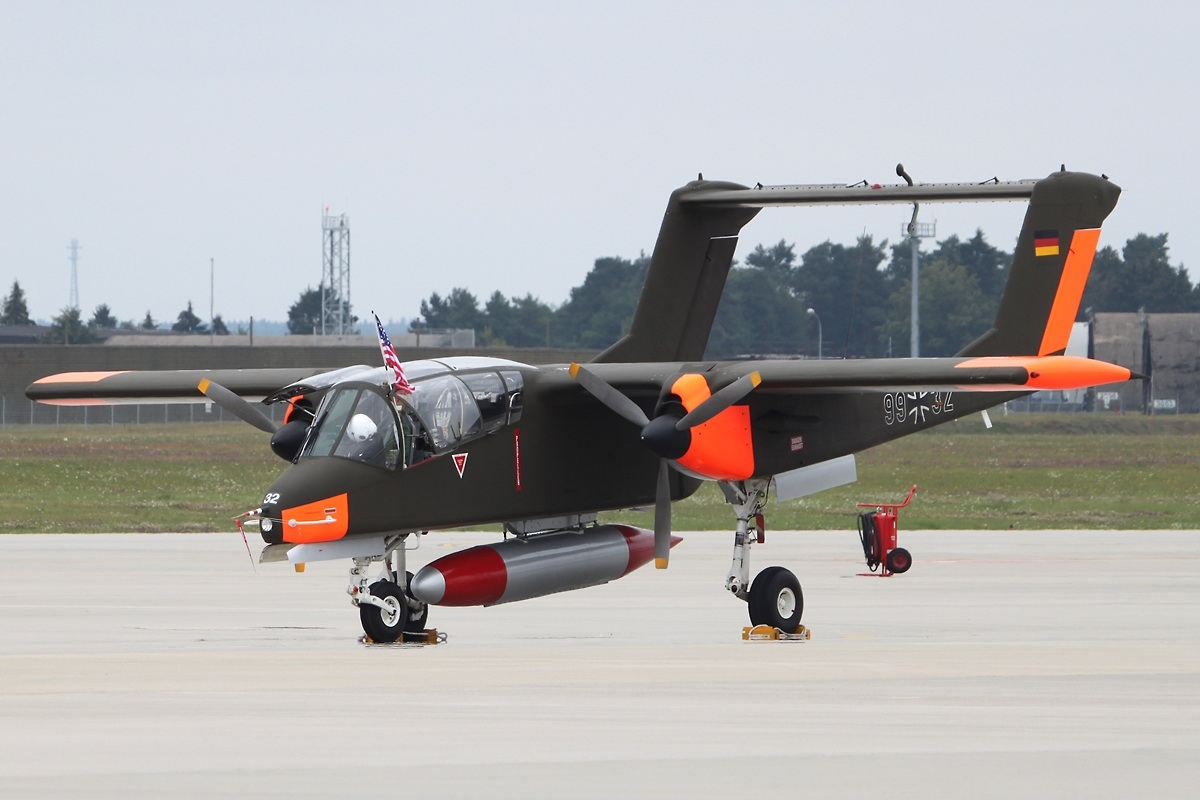
Літак спостереження OV-10B Bronco. 31 липня 2011
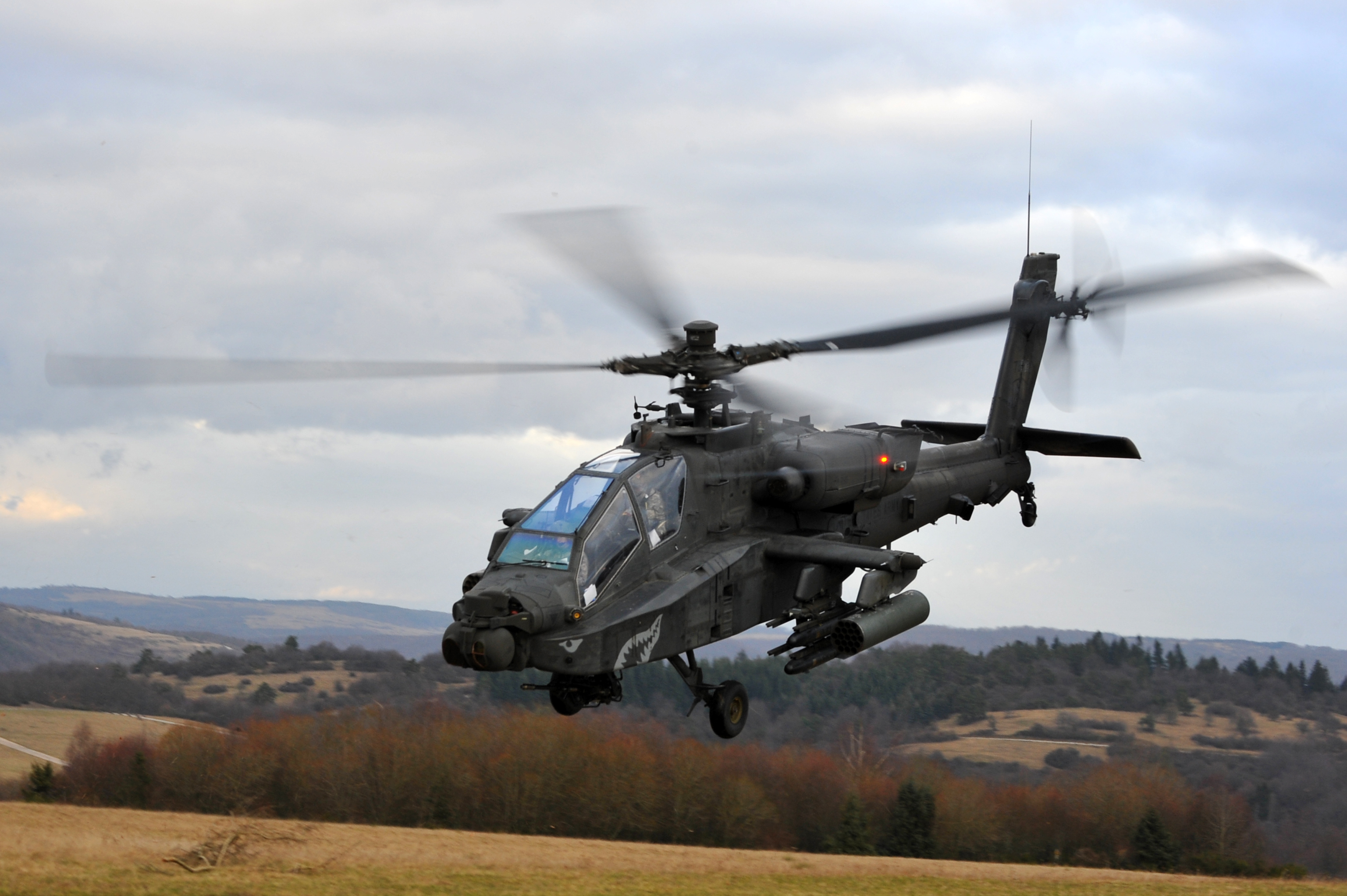
Ударний вертоліт AH-64 «Апач» на навчання на базі. 23 січня 2012
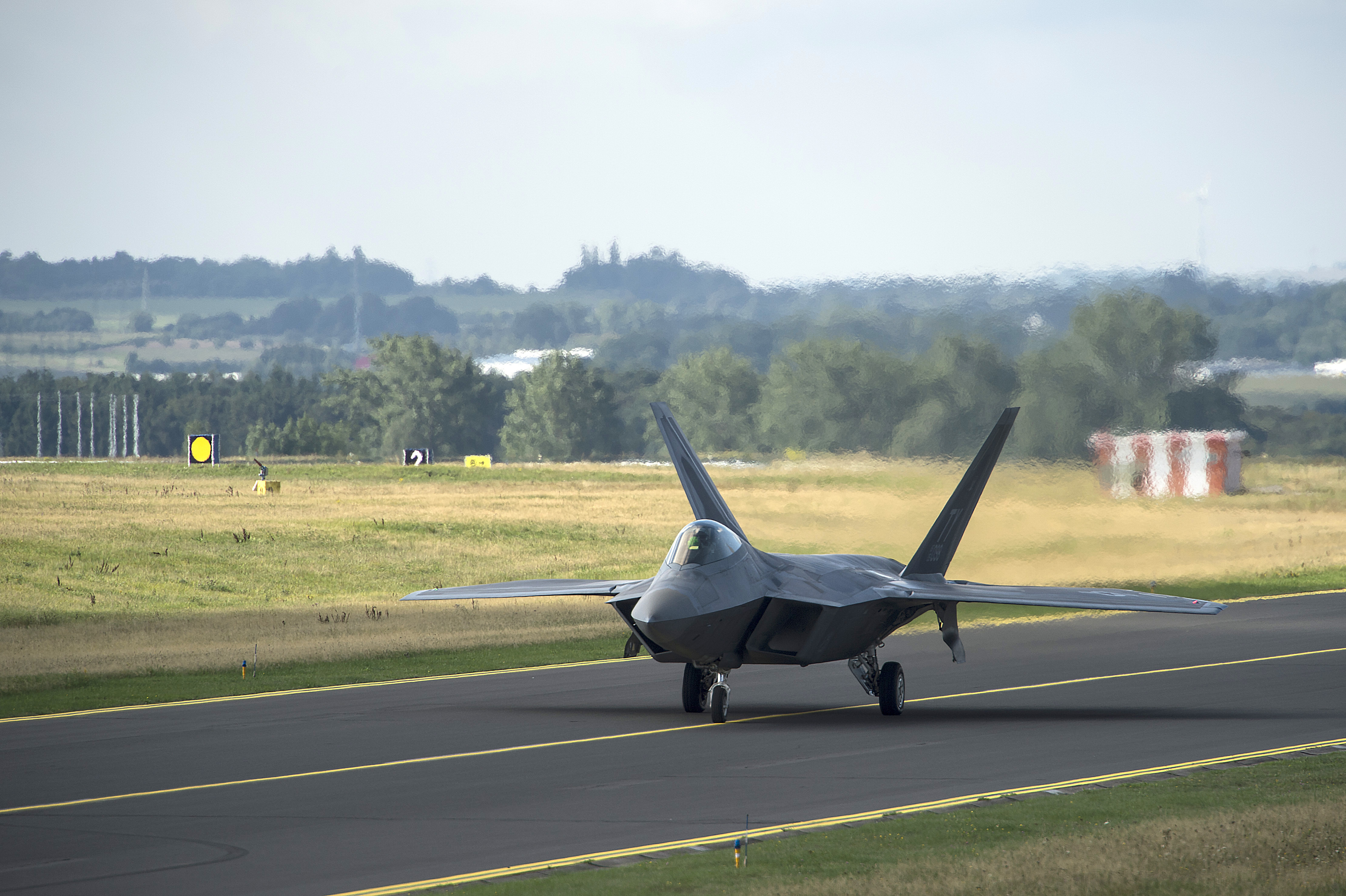
Винищувач F-22 злітає з ЗПС Шпангдалем. 3 вересня 2015
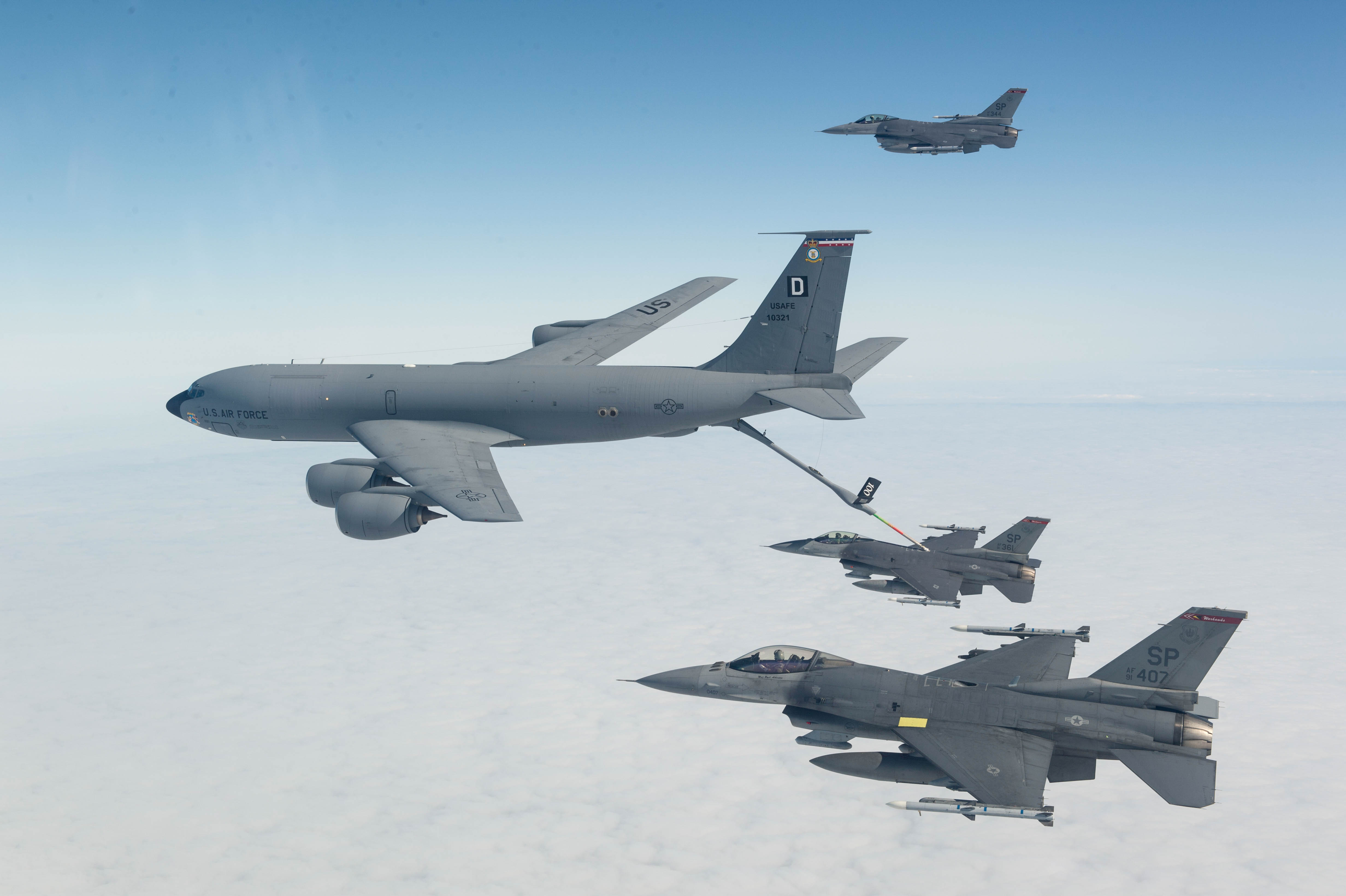
Тренування винищувачів F-16 Fighting Falcon у дозаправленні в повітрі від літака-танкера KC-135 Stratotanker. 25 вересня 2015
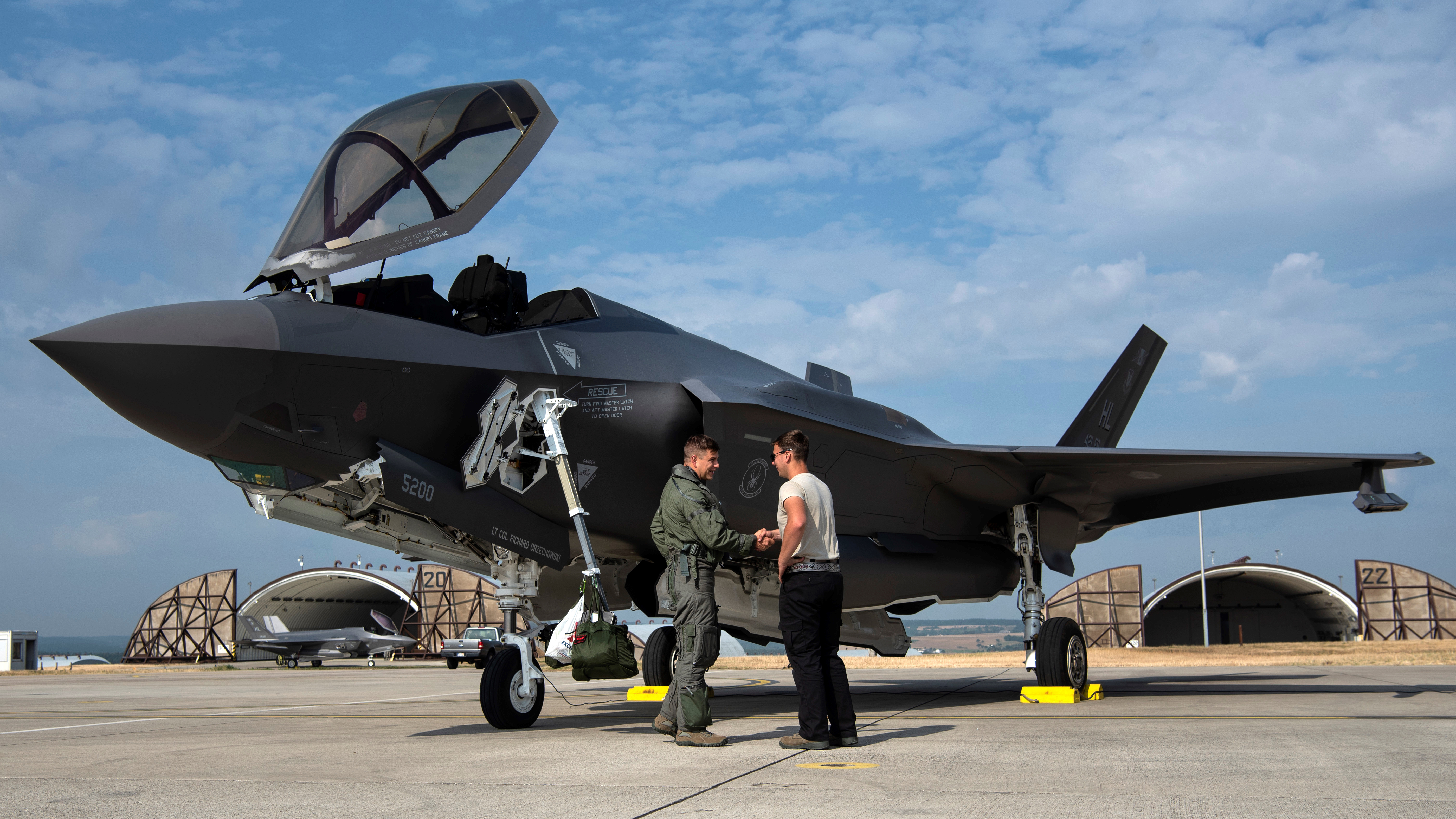
Винищувач F-35 Lightning II на авіабазі Шпангдалем. 18 липня 2019